# Manoir de Coyolles
Le manoir de Coyolles est un manoir situé à Coyolles, en France.

## Localisation
Le manoir est situé sur la commune de Coyolles, dans le département de l'Aisne.

## Historique
Le monument est inscrit au titre des monuments historiques en 2007.